# اف‌سی‌ای ایتالی
اف‌سی‌ای ایتالی (به انگلیسی: FCA Italy S.p.A) (مخفف انگلیسیِ فیات کرایسلر اتومبیلز) شرکت تابعه شرکت خودروسازی استلانتیس است که در تولید و فروش خودروهای سواری و وسایل نقلیه سبک تخصص دارد و ساختمان مرکزی آن در تورین، ایتالیا است.
مازراتی و فراری تحت کنترل اف‌سی‌ای ایتالی نیستند. مازراتی به‌طور مستقیم متعلق به اف‌سی‌ای است، درحالی‌که فراری از اف‌سی‌ای در سال ۲۰۱۵ جدا شده‌است.